# رضا الرياحي
رضا الرياحي هو لاعب كرة قدم مغربي سابق من مواليد 1 يوليو 1972 بمدينة الجديدة، ساهم بتحصيل عدة القاب مع ناديه الرجاء البيضاوي كم لعب مع المنتخب الوطني المغربي.
ختم مسيرته مع نادي الدفاع الحسني الجديدي في موسم 2009—2010.
.

## روابط خارجية
- رضا الرياحي على موقع الاتحاد الدولي (مؤرشف)  (الإنجليزية)
- رضا الرياحي على موقع اتحاد تركيا (لاعب) (الإنجليزية)
- رضا الرياحي على موقع قاعدة بيانات كرة القدم.إي يو (الإنجليزية)
- رضا الرياحي على موقع ناشيونال فوتبول تيمز (الإنجليزية)
- رضا الرياحي على موقع كووورة